# Asam Peutek
Asam Peutek is een bestuurslaag in het regentschap Langsa van de provincie Atjeh, Indonesië. Asam Peutek telt 1412 inwoners (volkstelling 2010).